# Bhangaha
Bhangaha (nep. भाङ्घा) – gaun wikas samiti we wschodniej części Nepalu w strefie Sagarmatha w dystrykcie Saptari. Według nepalskiego spisu powszechnego z 2001 roku liczył on 933 gospodarstw domowych i 4526 mieszkańców (2251 kobiet i 2275 mężczyzn).